# Fontrieu
Fontrieu é uma comuna francesa na região administrativa da Occitânia, no departamento de Tarn. Estende-se por uma área de 102.62 km², e possui 940 habitantes, segundo o censo de 2018, com uma densidade de 9.2 hab/km².